# Acalypha muralis
Acalypha muralis é uma espécie de flor do gênero Acalypha, pertencente à família Euphorbiaceae.